# Charles Joseph de Nozières d'Envezin
Pour les articles homonymes, voir Rosières.
Charles Joseph de Nozières d’Envezin de Rosières, né le 12 juillet 1739 à Nancy (actuel département de Meurthe-et-Moselle), mort le 8 juin 1808 à Paris, est un général de division de la Révolution française.

## États de service
Il entre en service le 11 avril 1755 au Chevau-léger de la Garde et il est blessé le 23 juin 1758 à la Bataille de Krefeld. Il passe capitaine le 12 juillet 1760, dans le régiment de Fumel-cavalerie et il est fait chevalier de Saint-Louis le 22 janvier 1768.
Le 13 décembre 1785 il devient lieutenant-colonel dans la légion de Maillebois, et le 4 juillet 1787 il passe dans le corps des lanciers au service des patriotes hollandais. Le 12 novembre 1789 il est nommé général major au service des Pays-Bas, et il organise le corps de volontaires belges. Le 7 septembre 1792 il est promu maréchal de camp à l’armée du Nord. Il participe aux batailles de Valmy le 20 septembre 1792, et de Jemappes le 6 novembre suivant.
Il est élevé au grade de général de division le 7 mars 1793, commandant à Douai le 29 avril 1793. Il est réformé comme général de brigade le 1er juin 1793. Il est admis à la retraite le 21 mai 1801.
Il meurt le 8 juin 1808, à Paris.

## Sources
- La Bataille de Jemappes de Raymond G.W.Mahieu
- (en) « Generals Who Served in the French Army during the Period 1789 - 1814: Eberle to Exelmans »
- (pl) « Napoléon.org.pl »
- Étienne Charavay, Correspondance général de Carnot, tome 2, imprimerie Nationale, 1892, p. 258.